# 太陽電池

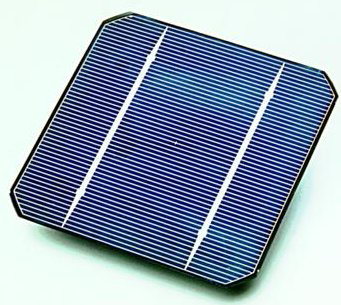
単結晶シリコン型太陽電池

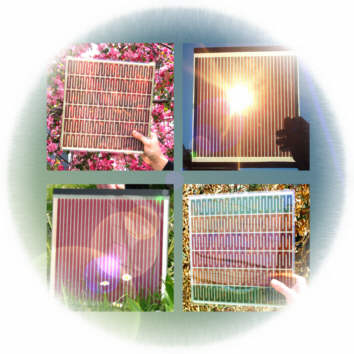
色素増感太陽電池

太陽電池（たいようでんち、英: solar cell）は、光起電力効果を利用して、光エネルギーを電気エネルギー（電力）に変換する電力機器である。主に、太陽光から電力を得る目的で使用される。"電池"と表現されるが、電力を蓄える蓄電機能は持っていない。タイプは大きく分けてシリコン系、化合物系、有機系がある。

## 用途

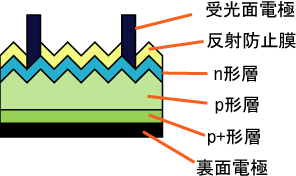
結晶シリコン型太陽電池の代表的構造

太陽電池の用途と、採用されている理由を以下に挙げる（太陽光発電の項も参照のこと）。
- 電池の交換が不要となる ⇒電卓、腕時計、携帯電話の充電器、懐中電灯、ラジオ
- 給電線(外部商用電源との接続)の配線工事が不要となる ⇒道路標識、庭園灯、街路灯、駐車券発行機、自動販売機、太陽熱温水器、カーバッテリーの充電器
- 系統連系不要で発電できる ⇒海洋や山岳地帯の観測機器、人工衛星、宇宙ステーション、離島、非常用電源など
- 化石燃料の消費による環境負荷を低減できる ⇒家庭用太陽光発電設備、産業用太陽光発電所、ソーラーカー、ソーラープレーン、太陽熱温水器
- 長期間使用する場合に電気料金上のメリットが出る ⇒家庭用太陽光発電設備、産業用太陽光発電所

## 種類
光吸収層の材料、および素子の形態などにより、多くの種類に分類される。それぞれ異なる特徴を持ち、用途に応じて使い分けられている。

### シリコン系
シリコンを用いる太陽電池は、a.材料の性質の観点からは、大きく結晶シリコンとアモルファスシリコンに分類することができる。またそのb.形態の観点から、薄膜型や多接合型などを分別することができる。その形式や性能は非常に多様であり、近年は複数の型を複合させたものも実用化されている。このため、ここに挙げた分類法も絶対のものではないことを付記しておく。太陽電池に用いられるシリコンの純度、格子欠陥は集積回路用に比べて基準がゆるく、これまでは集積回路用のシリコンが用いられてきたが、太陽電池の生産量が増加するに従い、ソーラーグレードのシリコン材料の供給が望まれてきた。シリコンの高純度化には従来、水素とシリコンを反応させて蒸留して純度を高める化学的な手法が使用されていたが、近年は冶金的な手法により、真空中で電子ビームを照射する事によってシリコン中の不純物の気化精製、凝固精製を行い不純物を除去する事により、純度を高めるプロセスも開発されている。

#### 材質の観点による分類
結晶シリコンの禁制帯幅は 1.12 eV であり、太陽電池に用いた場合、近紫外域から 1.2 μm 程度までの光を吸収して発電できる。間接遷移型の半導体であるため光吸収係数が低く、実用的な吸収量を得るには最低200µm程度のシリコン層が必要とされてきた。しかし表面テクスチャなどを用いた光閉じ込め技術が発達してきており、近年は結晶シリコンであってもシリコン層が数 μm～50 μmなどと非常に薄く、薄膜太陽電池に分類できるものも開発されている。c-Siなどと略記される。
単結晶シリコン型
高純度シリコン単結晶ウエハを半導体基板として利用するもので、最も古くから使われている。変換効率は高いが高純度シリコンの利用量が多く、生産に必要なエネルギーやコストが高くなる。そのため近年は下記の多結晶シリコンや薄膜シリコン太陽電池に移行が進んでいる。
多結晶シリコン型
結晶の粒径が数mm程度の多結晶シリコンを利用した太陽電池。他のシリコン半導体素子の製造過程で生じた端材やオフグレード品のシリコン原料を利用して製造できる。単結晶シリコンに比べると面積あたりの出力（変換効率）は落ちるが、生産に必要なエネルギーは少なく、エネルギー収支やEPT、GEG排出量の面では単結晶シリコンより優れる。コストと性能のバランスの良さから、現在の主流となっている。近年はウエハを薄型化するコスト削減技術の競争が進んでおり、2004年の300µm厚から、2010年には150µm厚に半減すると予想されている。また、ガラス上に非常に薄い多結晶シリコン太陽電池を形成する、CSG（またはSOG)技術の普及も有望視されている。化学気相成長により成膜するため生産過程でSiH4、NH3、H2などのガスを使用する。
微結晶シリコン型
微細な結晶で構成された薄膜をCVD法などにて製膜するものである。多結晶型の1種と見なせるが、製膜条件によってはアモルファス的な性質も併せ持つ。μc-Si などと略記される。比較的新しい技術で、インゴットを切断する手間が省け、資源の使用量も削減できるほか、製法によっては200℃程度の低温での製膜が可能で基板を選ばない、などの特長がある。今後、広範囲な応用が期待されている。化学気相成長により成膜するため生産過程でSiH4、PH3、B2H6，GeH4、H2などの気体を使用する。
アモルファスシリコン型
シランガスから化学気相成長 (CVD) させてできるアモルファスシリコンを利用した太陽電池で、a-Si などと略記される。形態的には薄膜シリコン太陽電池にも分類できる。アモルファスシリコンは、タウツギャップと呼ばれる通常 1.75～1.8 eV 程度のエネルギーギャップと、それより小さな裾準位を介したエネルギーギャップを持つ。結晶シリコンに比べてエネルギーギャップが大きいため、高温時も出力が落ちにくい特性を持つ。太陽電池にそのまま用いた場合は主に 700 nm 以下の短波長の光が利用され、見た目には赤っぽく見える。結晶構造の乱れにより、光学遷移にフォノンの介在を必要とせず、光吸収係数が高い。このため 0.5 μm 程度の厚さでも実用になり、使用するシリコン原料が少なく、エネルギーやコスト的にも有利である。極端な低照度下での効率が高いことや、蛍光灯の短波長光に感度があることから、主に電卓など室内用途に使われてきた。太陽光で劣化しやすいのが欠点だったが、技術の進歩により長寿命化され（アモルファスシリコンの光劣化参照）、近年は屋外用にも市販されている。エネルギー変換効率が10%以下と低い（設置面積が大きくなる）のも欠点だったが、多結晶シリコン等と積層した多接合型とすることで高性能化されている。また、タウツギャップの大きさはドーピングによって1～2eV程度の範囲で可変であり、これを利用してアモルファス層のみで構成された多接合型太陽電池も実用化されている。近年は下記の薄膜太陽電池の一種として論じられることも多い。化学気相成長により成膜するため生産過程でSiH4、PH3、B2H6、GeH4、H2などの気体を使用する。また、アモルファスシリコン太陽電池の開発過程で培われた大面積ガラス基板上での半導体製膜技術はTFT液晶ディスプレイパネルの生産技術にも役立った。

#### 形態の観点による分類
薄膜シリコン型
シリコン層の厚みを薄くすることで、使用原料、生産に要するエネルギー、コストなどの削減をはかったもの。比較的新しい技術で、様々な形態が存在するためひとくくりにするのは難しい。広義には省資源化の意味で、従来の数百μmよりも薄いもの全般（例えば 100 μm 以下）を指す。狭義には柔軟性なども充分に得られる厚みの意味で、例えば 10 μm 以下のものを指す。シリコン融液から表面張力でリボン状に引き出すストリングリボン法を用いた型や、CVD法などを用いる微結晶型などが代表的である。厚みは生産方法の選択によって100nm(0.1μm)単位から数百µm以上まで連続的にカバーでき、目的に応じて使い分けられる。インゴットから切断したウエハを用いて製造する場合は通常数百 μm 単位になるのに対し、融液から直接薄膜の形にするリボン法などでは100 μm 以下、CVD法などを用いた場合（アモルファス型や微結晶型など）では0.5～数μmまで薄くなる。薄膜のままでは充分に入射光を吸収できないため、表面テクスチャや中間層を用いて光学的特性を制御し、入射光の利用率を高める工夫が施される（ライトトラッピング）。効率の低下分よりも生産時の使用エネルギーやコストが多く削減できるため、環境負荷の観点から優秀なものが多い
ハイブリッド型（HIT型）
結晶シリコンとアモルファスシリコンを積層した太陽電池である。通常の結晶シリコンに比して変換効率が高く、温度特性も良いなどの特長を有する。シリコンの使用量が減らせる他、両面受光型にも出来る。日本の三洋電機が主な製造者である。なお、吸収波長域の異なる材料同士を積層するという点では下記の多接合型太陽電池に似るが、pn接合は1つ（単接合）である。
多接合型（タンデム型）
吸収波長域の異なるシリコン層を積層したもの。アモルファスシリコンと各種の結晶シリコンを積層したものの他、通常のa-Siに吸収波長域の異なるa-SiCやa-SiGeを積層したものなどが開発・実用化されている。高効率で温度特性などに優れるものが多い。多接合型太陽電池の項を参照。
球状シリコン型
球状シリコン型太陽電池とは、無数の球状シリコン粒子（直径1mm程度）と、集光能力を上げる直径2～3mmの凹面鏡（電極を兼ねる）を組み合わせた太陽電池のことである。一般的な結晶シリコン型の1/5程度のシリコン使用量で、アモルファスシリコンよりも高い変換効率が期待できる方式である。2007年初めの時点で10%を超える発電効率が報告されている。球状シリコンの生産方法は、プラズマで溶かしたシリコン液滴を1～2秒程度自由落下で滴下させ、表面張力でシリコン液滴を球状とし、落下中にレーザー照射により結晶化させることにより生産される。個々のシリコン粒子は単結晶である。高純度シリコン原料の供給が追いつかない状況が続く中、シリコンの供給状況に影響されにくく、生産工程も簡易なことから、コストを下げやすい方式として普及が期待されている。また、基板が板状ではないため、曲面にも設置可能でかつ軽量であるメリットがある。2007年秋から日本企業にて量産開始、2008年より一般販売されている。
電界効果型
従来のpin接合構造を持つアモルファスシリコン型のp型窓層の役割を、絶縁された透明電極から電界効果によって誘起される反転層に置き換えた構造を持つ。p型窓層内で再結合により失われていたキャリアを電界によって速やかに分離する効果等により、変換効率を飛躍的に改善するものと期待される。研究が行われていた1996年当時の従来型に比べ最大50%の効率改善がシミュレーションより得られたが、製造プロセス等の課題により実験レベルでの大幅な効率改善には至っていない。

### 化合物系
InGaAs太陽電池
シャープが開発した。InGaAs（インジウムガリウムヒ素）を用い、3層の結晶構造がほぼ一致するように原材料の元素を掛け合わせ、さらに層の間に緩衝材を入れて、層のひずみを解消した。2009年10月現在、世界最高の変換効率（35.8%）である。毒性のあるヒ素を使い、コストが高いので、用途は宇宙用に限られる。
GaAs系太陽電池
単結晶のGaAsを用いるもので、禁制帯幅 1.4 eV で太陽光のスペクトルに良くマッチし、単接合セルでは最も高い変換効率を出せる（2005年末の世界記録は25.1%；Kopinら）。宇宙用など、特に高い変換効率が必要な用途に用いられている。
CIS系（カルコパイライト系）太陽電池
新型の薄膜多結晶太陽電池。光吸収層の材料として、シリコンの代わりに、Cu、In、Ga、Al、Se、Sなどから成るカルコパイライト系と呼ばれるI-III-VI族化合物を用いる。代表的なものはCu(In,Ga)Se2 やCu(In,Ga)(Se,S)2, CuInS2 などで、それぞれCIGS, CIGSS, CIS などと略称される。製造法や材料のバリエーションが豊富で、低コスト品から高性能品まで対応できるのが特長。また、多結晶であるため、大面積化や量産化に向く。フレキシブルなものやカスタマイズ品も作りやすい。シリコン太陽電池が苦手とする分野から実用化が始まっているほか、禁制帯幅が材料次第で自由に変えられることから将来の多接合型太陽電池への応用も期待されている。日本でも量産化が始まっている
CIGS系太陽電池
CIGS太陽電池はCu（In、Ga）Se2という化合物からなる太陽電池である。携帯電話で搭載できる程度に面積が小さくて軽くとも、大量の電力を生み出す高効率の太陽電池として注目され、利点として次が挙げられる。
1. 光電変換効率が高い。
2. 数µmの薄さでも十分に機能する。
3. 経年劣化が少ない。
4. 黒一色で色合いが落ち着いている。

特に1．に関しては、2010年に産業技術総合研究所が開発したCIGS薄膜型太陽電池は19.4%の光電変換効率を実現したという、キャリアがある。この技術の応用により、セラミックス、金属箔、ポリマーなど様々なフレキシブル基板を用いた高性能な太陽電池の作製に成功した。
CZTS（Cu2ZnSnS4）太陽電池
めっきプロセスを用いたCZTS（copper zinc tin sulfide）薄膜は近年開発が始まった材料系。上記のCIS系に形態が似るが、利用する材料がより豊富かつ安価なのが特長。日本の長岡工業高等専門学校などで研究が行われている。2012年9月ソーラーフロンティア社がIBMコーポレーション、東京応化工業、DelSolar社との共同研究において11.1％のエネルギー変換効率を達成した。
CdTe/CdS系太陽電池
テルル化カドミウム（cadmium telluride, CdTe）薄膜を用いた太陽電池で、2枚のガラスに太陽電池を挟み込んだ形態のモジュールが代表的である。毒物であるカドミウムを用いるが、少量でしかも安定した化合物がモジュールに閉じこめられているため、実は環境負荷の低い太陽電池とされている。日本では販売されていないが、性能が良くかつ安価であるため、米国や欧州で実用化されている。
その他
InP系太陽電池、SiGe系太陽電池、Ge太陽電池、ZnO（酸化亜鉛）/CuAlO2（銅アルミ酸化物）太陽電池（透明な太陽電池）などがある。

### 有機系
上記のシリコンや無機化合物材料を用いた太陽電池に対し、光吸収層（光電変換層）に有機化合物を用いた太陽電池も開発されている。製法が簡便で生産コストが低くでき、着色性や柔軟性などを持たせられるなどの特長を有する。変換効率や寿命に課題があるが、実用化されれば将来の市場で大きなインパクトが期待されるため、開発が競われている。
色素増感太陽電池
有機色素を用いて光起電力を得る太陽電池。代表的なものはグレッツエル型（または湿式太陽電池）と呼ばれる型式のもので、2枚の透明電極の間に微量のルテニウム錯体などの色素を吸着させた二酸化チタン層と電解質を挟み込んだ単純な構造を有している。製造が簡単で材料も安価なことから大幅な低コスト化が見込まれ、最終的には現在主流の多結晶シリコン太陽電池の1～数割程度のコストで製造できると言われている。また、軽量で着色も可能などの特長を持つ。現在の課題はルテニウムや白金のような高価な金属が使用されている事と効率と寿命であり、技術的改良が進められている。電解液の蒸発を如何に防ぐかが重要であり、固体化などの技術開発が進められている。2016年2月の時点で、スイス連邦工科大学ローザンヌ校のチームが15%のエネルギー変換効率を達成している。
有機薄膜太陽電池
導電性ポリマーやフラーレンなどを組み合わせた有機薄膜半導体を用いる太陽電池。次世代照明/TVの有機ELの逆反応として研究が進展した。ロールツーロールで印刷による製造が可能になるため、上記の色素増感太陽電池よりもさらに構造や製法が簡便になると言われており、また電解液を用いないために（色素増感と比べると）柔軟性や寿命向上の上でも有利なのが特長である。21世紀に入ってから盛んに開発が行われるようになっている。課題は変換効率と寿命であり、2016年2月現在の記録はドイツのヘリアテック(Heliatek)が開発した多接合型セルによる13.2%が世界記録である。

### ペロブスカイト型
ペロブスカイト結晶を用いた太陽電池。2009年に桐蔭横浜大学の宮坂力教授の研究室によってハロゲン化鉛系ペロブスカイトを利用した太陽電池が開発された。エネルギー変換効率は2009年当時のCH3NH3PbI3を用いた3.9%から2016年には最大21.0%に達するという著しい性能向上を示し、次世代の太陽電池として期待される。

### 量子ドット型
使用する材料がまだ特定されていない太陽電池として、量子効果を用いた太陽電池が検討されている。第三世代型太陽電池とも呼ばれる。例えばp-i-n構造を有する太陽電池のi層中に大きさが数nm～数10nm程度の量子ドット構造を規則的に並べた構造などが提案されている。この量子ドットの間隔を調整することで、基の半導体（シリコンやGaAsなど）の禁制帯中に複数のミニバンドを形成できる。これにより、単接合の太陽電池であっても、異なる波長の光をそれぞれ効率よく電力に変換することが可能になり、変換効率の理論限界は60%以上に拡大する。現在の一般的な半導体プロセスよりもさらに微細な加工プロセスの開発が必要である。2012年6月、東北大学がシリコンを使用した量子ドット型太陽電池で12.6%の変換効率を達成している。

## 歴史

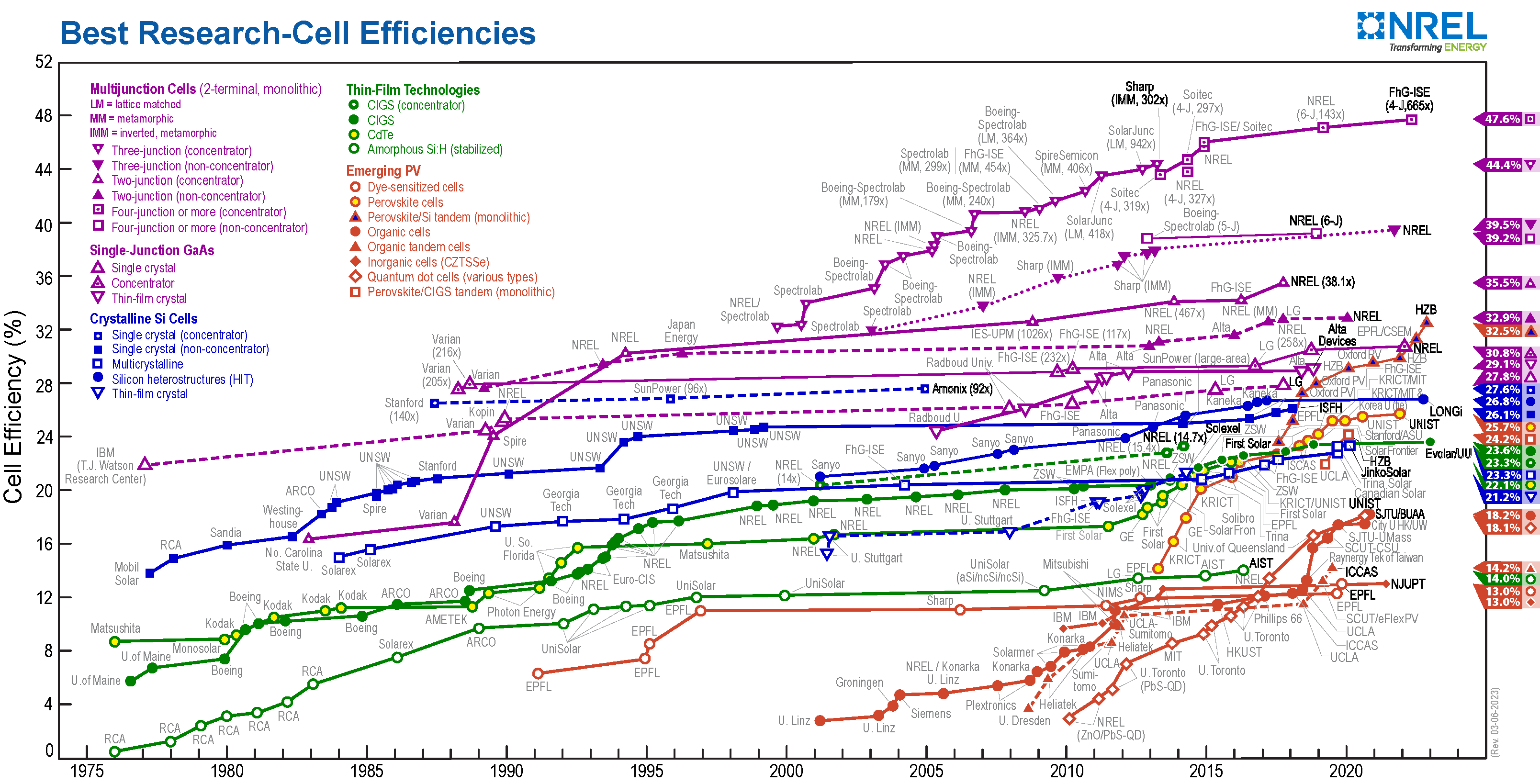
各種太陽電池の変換効率の向上の歴史（研究レベルの世界記録）

1839年、太陽電池の基本原理が発見される（フランスの物理学者アレクサンドル・エドモン・ベクレル）。
1884年、最初の発電に成功する（アメリカの発明家チャールズ・フリッツ）。構造は半導体性のセレンと極めて薄い金の膜とを接合したものである。これにより得られた変換効率はわずか1%ほどであった。この発明は後にセレン光電池として1960年代までカメラの露出計などに広く応用されていたが、シリコン型の普及とともに市場から去っていった（光起電力効果#歴史、露出計も参照）。
1954年、結晶シリコン太陽電池が発明される（ベル研究所のダリル・チャピン、カルビン・フラー、ジェラルド・ピアソン）。電力機器としての太陽電池の先駆けとなった。通信機器に用いる電池が熱帯地方での使用に耐えなかったため、その代わりの電源として開発された。当時は 英: Bell Solar Battery と呼ばれ、太陽光のエネルギーを電力に変換する効率は6%だった。当初は通信用・宇宙用等が主な用途で、一次電池を用いた世界最初の人工衛星スプートニク1号が21日の寿命しかなかったのに対し、太陽電池を用いた最初の人工衛星ヴァンガード1号は6年以上動作し、その有用性を示している。その後無人灯台など徐々に用途を拡大し、日本でも1960年代に量産が開始された。
1974年、石油ショック以降、電源としての本格的な開発が始まる。開発当初は数W分に過ぎなかった生産量は、2010年時点でその数十億倍(23GWp/年)に増えている（太陽光発電の市場動向を参照）。変換効率の向上と太陽電池の多様化も進み、現在では変換効率40%を超える化合物多接合型太陽電池も開発されている（右図）。

## 原理
概要
太陽電池に入射した光のエネルギーは、電子によって吸収され、電力として太陽電池の外部へ出力される。詳しくは光起電力効果の項を参照のこと。
pn接合型の場合

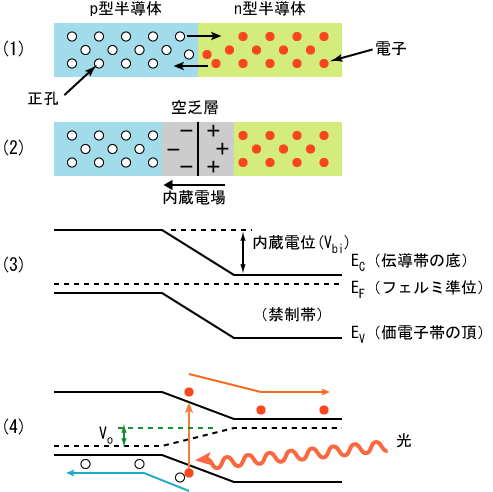
pn接合における光起電力効果

現在一般的な太陽電池は、p型とn型の半導体を接合した構造を持つpn接合型ダイオード（フォトダイオード）である。シリコン系、化合物系の太陽電池がこれに該当する。電子に光のエネルギーを吸収させ（光励起）、電力として取り出す。これは、発光ダイオードと逆の過程である。
色素増感太陽電池の場合
色素増感太陽電池では、入射光によって、二酸化チタンに吸着された色素中の電子が励起される。この励起された電子を二酸化チタンを介して電極（陰極）へと導き、電流として取り出す。送り出された電子は外部回路を経由して対向電極（陽極）に戻り、電極間に挟まれた電解質中のイオンを介して再び色素吸着部へと戻る。
回路部品としての動作

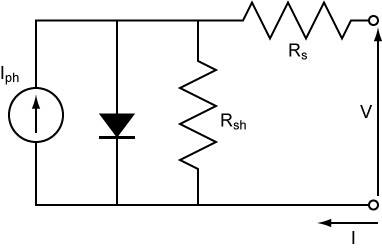
太陽電池の等価回路

太陽電池の等価回路は右図のようになる。最も単純なモデルでは抵抗成分を無視して、電流源{\displaystyle I_{ph}} と（理想ダイオードではない）ダイオードのみで表される。抵抗成分を無視した太陽電池の暗電流は、{\displaystyle I_{o}} を逆方向飽和電流、qを電気素量、Vを電圧、nを理想ダイオード因子、kをボルツマン定数、Tを温度として
{\displaystyle I=-I_{o}{\Big \{}\exp {\Big (}{\frac {qV}{nkT}}{\Big )}-1{\Big \}}}
のように表される。ここで n=1 としたものがpn接合の理想I-V特性である。
実際の素子を近似するには、直列抵抗(series resistance){\displaystyle R_{s}} と並列抵抗(shunt resistance){\displaystyle R_{sh}} 成分も考慮する。直列抵抗成分は素子各部を電流が流れる時の抵抗成分であり、これが低いほど性能が良くなる。並列抵抗はpn接合周辺における漏れ（リーク）電流などによって生じ、これが高いほど性能が良い。抵抗成分を含めた太陽電池の光照射時の電流-電圧特性は次のように表される。
{\displaystyle I=I_{ph}-I_{o}{\Bigg [}\exp {\Bigg \{}{\frac {q(V+R_{s}I)}{nkT}}{\Bigg \}}-1{\Bigg ]}-{\frac {V+R_{s}I}{R_{sh}}}}

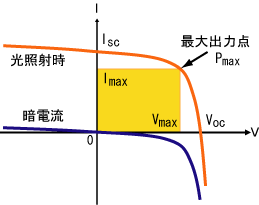
太陽電池の電圧-電流特性

太陽電池の電圧-電流特性は右図のようになる。光照射時に於いて、端子を開放した時の出力電圧を開放電圧（open circuit voltage {\displaystyle V_{oc}}）、短絡した時の電流を短絡電流（short-circuit current, {\displaystyle I_{sc}}）と呼ぶ。また{\displaystyle I_{sc}} を有効受光面積{\displaystyle S} で割ったものを短絡電流密度（{\displaystyle J_{sc}}）と呼ぶ。最大の出力電力を与える動作点Pmaxを最大出力点（maximum power point, 最適動作点、最適負荷点）と呼ぶ。また {\displaystyle FF={\frac {V_{\rm {max}}\cdot I_{\rm {max}}}{V_{oc}\cdot I_{sc}}}} を曲線因子(fill factor)と呼ぶ。照射光による入力エネルギーを 100mW/cm2（または1000W/m2）で規格化した測定では、公称変換効率は
{\displaystyle \eta _{n}=V_{oc}\cdot J_{sc}\cdot FF}
で与えられる。
太陽電池から効率よく電力を得るには、太陽電池を最大出力点付近で動作させる必要がある。このため大電力用のシステムでは通常、最大電力点追従装置(Maximum Power Point Tracker, MPPT)を用いて、日射量や負荷にかかわらず、太陽電池側からみた負荷を常に最適に保つように運転が行われる。
影の影響
一般に太陽電池は十分な電圧を確保するため直列接続されるが、直列接続される一部の太陽電池において影などにより出力が低下すると、そこで電流量が制限され、全体の発電量が低下することがある。対策としては、バイパスダイオードを搭載し当該太陽電池を電気的に迂回する方法が挙げられる。また、電圧-電流特性にも変化が現れ、ピークが複数現れることによって、山登り法アルゴリズムを利用する多くのMPPTでは最大出力点に到達できないことがある。これを回避するためには、より複雑な電圧-電流特性に適するアルゴリズムを使用する必要がある。また、MPPTを一括で行わずに複数の単位に区切って個別にMPPT制御を行うのも手である。影の影響は太陽電池の種類によっても異なり、アモルファスシリコンがベストで、次点でCdTe型、その次にバイパスダイオード付き単結晶シリコン型、CIGS型と続きバイパスダイオードのないシリコン型太陽電池が最も悪い。一般に薄膜のものほど影に対する耐性に優れる。

## その他参考資料
多接合型太陽電池
多接合型（スタック型、積層型、タンデム型などとも呼ばれる）太陽電池とは、利用波長の異なる太陽電池を複数積み重ねた太陽電池である。
特徴
- 太陽光のエネルギーをより無駄なく利用することで変換効率の向上が図れる。
- 材料の組み合わせによっては、温度特性や必要な資源量を削減するなどの効果も得られる。

原理

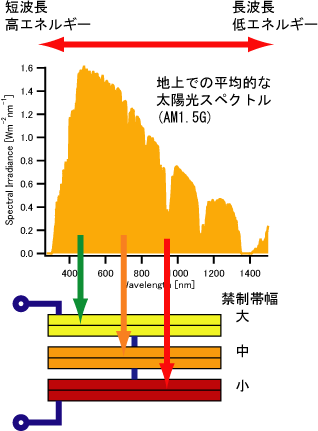
多接合型太陽電池の概念図：各波長の光子のエネルギーを効率良く利用する。

- 太陽光のスペクトルは紫外線から赤外線まで幅広く分布するが、短波長（紫外、紫、青）の光になるほど光子は大きなエネルギーを持ち、より大きな禁制帯幅を超えてキャリアを励起できる。この短波長側の光に対応した禁制帯幅を持つ単接合太陽電池を用いれば、より大きな電圧を得ることが出来、短波長域の光のエネルギーをより効率良く利用できる。しかし禁制帯幅を拡げすぎれば、より長波長の光は素通りして利用されず、出力電流が減少する。
- 即ちpn接合が1つだけの単接合太陽電池においては、禁制帯幅より大きなエネルギーの光子のエネルギーの一部が無駄になり、禁制帯幅より小さなエネルギーの光子のエネルギーは利用できない。このような兼ね合いから、単接合の太陽電池では禁制帯幅 1.3～1.4 eV付近が最も高い変換効率が得られる。単接合の場合、変換効率の限界は約30%とされる。2005年現在の記録はAM1.5G,1sunにおいて25.1%、AM1.5、255suns（集光セル）において27.6%である。
- ここで、禁制帯幅の異なる複数のpn接合素子を積層し、光の入射側の素子から順に短波長の光を利用して発電し、より長波長の光はより下層の素子で利用する。こうすれば各波長域の光子のエネルギーをより無駄なく取り出すことが出来（より高い電圧が得られる）、かつより長波長まで含めたより多くの光子を利用できる（より多くの電流が得られる）。変換効率は最終的に取り出せる電力（電圧×電流）で決まるため、単接合の場合に比べてより高い効率が得られる。
- 理論的には無限に接合を増やせば約86%の変換効率になると計算されるが、実際には上層の素子を通過する際の光の損失や素子間の電流の整合の問題で、それより低くなる。2012年現在の記録は3接合セルで得られている（下記）。4接合、5接合のセルも研究されている。

応用
- GaInP/GaAs/Geの3接合セルで30%を超える効率が得られ、主に宇宙用に用いられている。2012年5月の時点で、シャープがInGaP、GaAs、InGaAsの集光型化合物3接合セルで43.5%を達成している[46]。
- 民生品では、微結晶シリコンとアモルファスシリコンを積層したものや、通常のa-Siと禁制帯幅の異なるa-SiCやa-SiGeを積層したものなどが開発・実用化されている[47]。アモルファスシリコンは禁制帯幅が広く、利用波長域が結晶シリコンと異なるため、同一元素同士でも多接合太陽電池を形成できる。このようにすることで効率だけでなく、温度・光強度に対する特性や最終的な資源の消費量の面でも優れた製品が市販されている（温度の影響も参照）。

温度の影響
太陽電池モジュールは条件によっては日光によって温度が60～80℃にも達することがあるが、太陽電池では温度が上昇することで出力が低下する現象が見られることがある。これは高温において禁制帯幅（シリコンでは1.2eV）が減少することで出力電圧が低下するためである。エネルギーギャップの大きいアモルファスシリコンや一部化合物系の太陽電池では電圧低下の影響が少ないため、モジュールが高温になる地域では有利になる。一方、高温になると光吸収係数が大きくなることで電流が増加する効果も発生するが、結晶シリコンでは通常この効果は小さい。このほか、上部に2枚以上の偏光板を回転させて日光量を調節し温度抑制あるいは出力調整をする方法がある。
- 温度係数は結晶シリコンにおいては通常-0.45%/℃前後であり、これは70℃において基準温度（25℃）に対して約2割の出力低下になる。
- アモルファスシリコンにおいては禁制帯幅が1.75eVと大きいため、温度による効率低下は少ない。アモルファスシリコンを結晶シリコン等と積層することで、変換効率を単結晶シリコン並の20%前後にしつつ、温度係数を-0.2～-0.3%/℃程度（70℃においても1割程度の出力低下）に抑えることが出来、内外の企業によって実用化されている。
- GaAs（禁制帯幅1.4eV）では温度係数は-0.2～-0.3%/℃である。
- CIS系など一部の太陽電池では、ある程度温度が上がることで光や放射線による劣化がアニーリング効果によって回復する性質がある。
- 人工衛星用など宇宙用の太陽電池モジュールでは、使用時の温度が-100℃～+120℃程度の範囲で軌道周回に伴って頻繁に変化するのに対応して、熱サイクルによる疲労などに配慮した製品が用いられる。

アモルファスシリコンの光劣化
アモルファスシリコンは強い光の照射によってシリコンのダングリングボンドが増加し、導電率が劣化する性質を持つ。これはステブラー・ロンスキー(Staebler-Wronski)効果と呼ばれ、欠陥密度の増加によって素子内でのキャリアの移動を阻害し、太陽電池の性能の劣化を招く。これに対しては、下記のような対策が取られる。
- アモルファスシリコンの製膜工程を改良し、関連する不純物（水素、窒素など）の含有量を最適化する
- 光閉じ込めを利用して膜厚を薄くする。これによって空乏層内の電場が大きくなり、キャリアの移動が阻害されにくくなる。
- 多接合化して光の利用効率を高めると共に、個々の空乏層を薄くする。
- 紫外線が特に問題になる場合は、モジュールの保護層（ガラスやEVA樹脂）で遮断する。

こうした対策技術の開発により、現在は屋外用にも長寿命のものが実用化されている。
なお、光照射によって増加した欠陥密度は、光照射が続くと飽和する。また、熱が加わることで時間と共に減少する。一般に屋外用の製品においては、使用開始時に性能が数% - 10数%程度低下する現象（初期劣化）が見られるが、その後は安定する。カタログ性能値には初期劣化後の値が用いられる。
薄膜太陽電池
従来の太陽電池が単結晶、多結晶、あるいはシリコンや化合物系半導体を問わずインゴットからワイヤソー等で切り出していたため、材料の無駄が少なくなかった。そのため、毛細管現象を利用して坩堝から帯状のシリコンを引き上げたりアモルファス半導体やCIS系半導体等の薄膜太陽電池の開発が行われてきた。近年では基板上に結晶を成長させて剥がす方法も実用化の域に達しつつある。従来は変換効率において従来の製法による物と比較して劣るものが少なくなかったが、近年はプロセスの改良により改善されつつある。

## ギャラリー

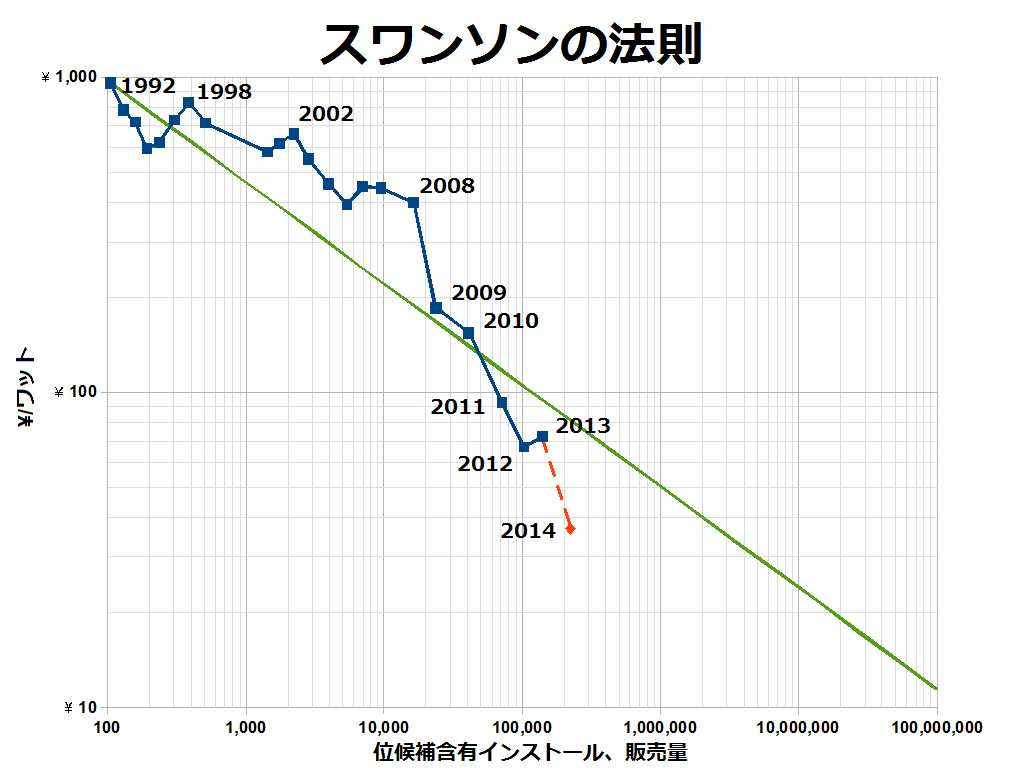